# Schwedische Eishockeymeisterschaft 1924
Die Saison 1924 war die Austragung der schwedischen Eishockeymeisterschaft. Meister wurde zum insgesamt dritten Mal in der Vereinsgeschichte der IK Göta.

## Meisterschaft

### Viertelfinale
- IK Göta – Hammarby IF 3:2
- IF Sankt Erik – Tranebergs IF 1:0
- Djurgårdens IF – IF Linnéa 7:0
- IFK Stockholm – Nacka SK 8:1

### Halbfinale
- IK Göta – IF Sankt Erik 6:1
- Djurgårdens IF – IFK Stockholm 8:6

### Finale
- IK Göta – Djurgårdens IF 3:0